# سورغ (باقران)
سورغ (بالفارسية: سورگ) هي مستوطنة تقع في إيران في قسم باقران الريفي. يقدر عدد سكانها بـ 194 نسمة بحسب إحصاء 2016.